# Боковая (Нижегородская область)
Боковая — деревня в городском округе Семёновский Нижегородской области России. Крупнейшая по численности населения деревня в составе Боковского территориального отдела (сельсовета).

## География
Деревня находится на севере центральной части Нижегородской области, в зоне хвойно-широколиственных лесов, на берегах реки Люнды, к западу от автодороги Р177, на расстоянии приблизительно 31 километра (по прямой) к северо-востоку от города Семёнова, административного центра района. Абсолютная высота — 136 метров над уровнем моря.

### Климат
Климат характеризуется как умеренно континентальный, с влажным нежарким летом и холодной снежной зимой. Средняя температура воздуха самого холодного месяца (января) составляет −12,9 °C; самого тёплого месяца (июля) — 18,4 °C. Годовое количество атмосферных осадков — 550—600 мм.

## Население
| 2002 | 2010 |
| ---- | ---- |
| 437  | ↗450 |

### Национальный состав
Согласно результатам переписи 2002 года, в национальной структуре населения русские составляли 96 %.